# Figuras Uli

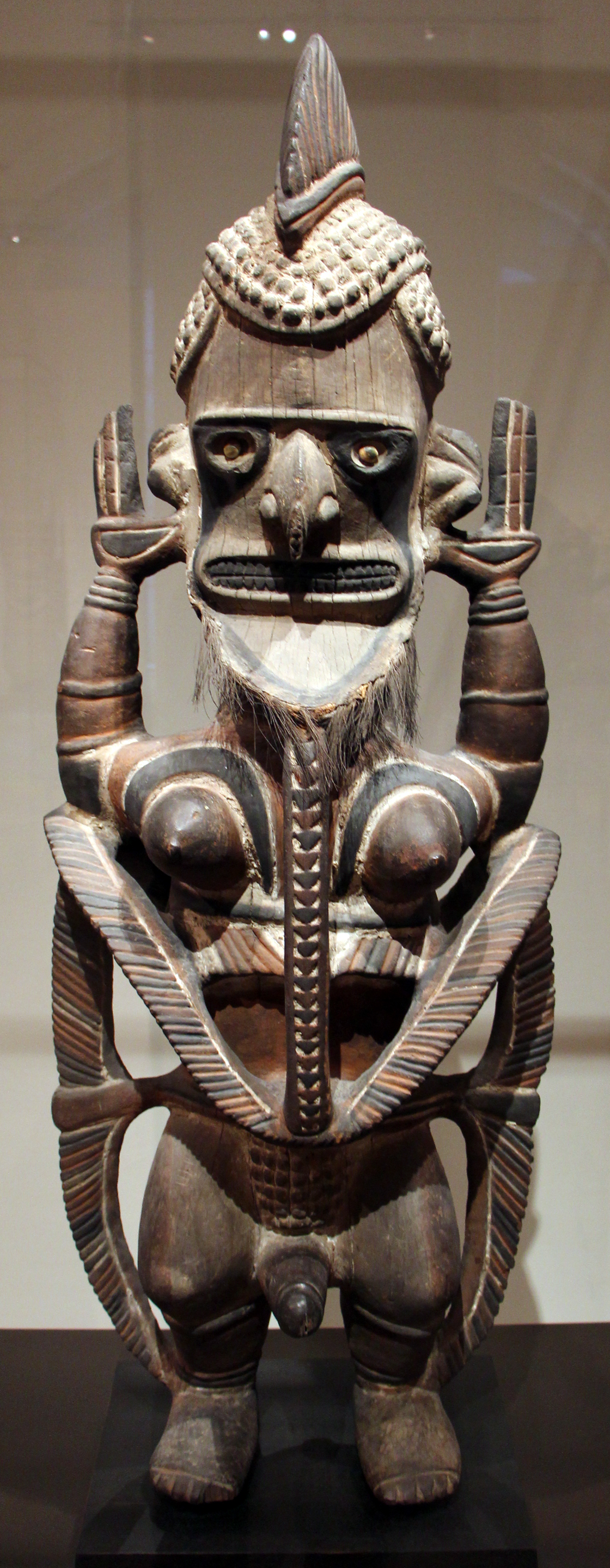
Figura Uli de Papúa Nueva Guinea, (Museo del Louvre, París.

Las Figuras Uli (también figuras nalik ) son esculturas de madera, que se ubicaban en el centro de la vida ritual de la parte media de la isla de Nueva Irlanda. Se encuentran entre las obras de arte más famosas de Nueva Irlanda, que con el nombre de "Nueva Mecklemburgo" en el periodo 1885-1899 formó parte del área protegida de la Compañía Alemana de Nueva Guinea; desde 1899 a 1914 de la colonia de Nueva Guinea alemana y ahora pertenece a Papúa Nueva Guinea. En las existencias de museos y colecciones privadas se conocen un total de aproximadamente 250 figuras Uli.

## Origen e historia
Las esculturas Uli fueron descubiertas por coleccionistas y exploradores entre finales del siglo XIX y 1930 en su región de origen, el área del grupo lingüístico Madak, en la meseta de Lelet, en la parte norte de la Nueva Irlanda central y traídas a Europa y a América respectivamente. Las esculturas Uli estaban relacionadas con varios otros cultos y prácticas, tales como la promiscuidad, la circuncisión de los chicos iniciados, y probablemente el rito en conjunto de los cazadores de cabezas.
Los misioneros se opusieron a los cultos y a la libertad sexual asociados con las figuras Uli, y los ritos del Uli desaparecieron en las primeras décadas del siglo XX.

## Descripción

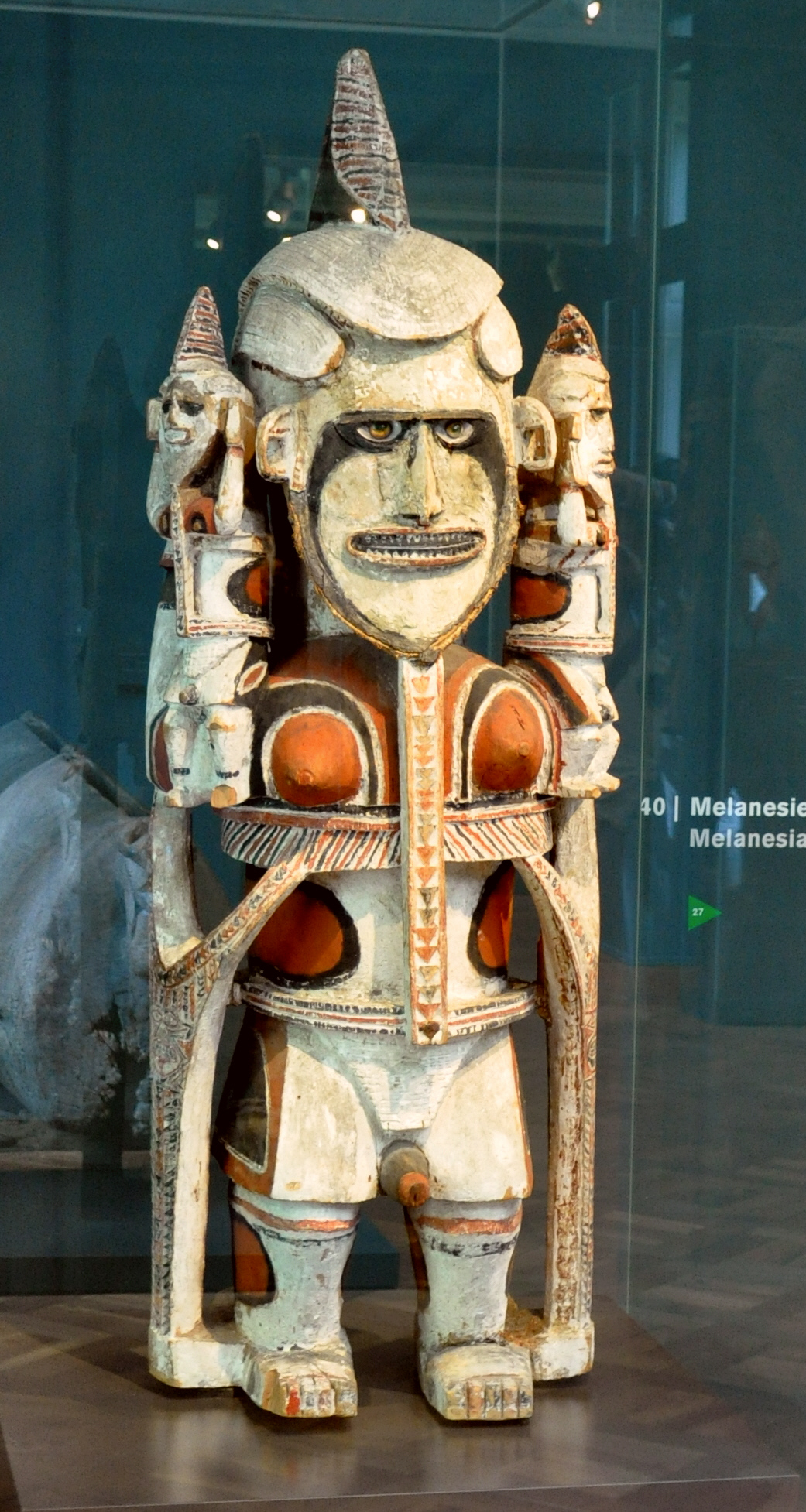
Figura Uli en el Museo Rietberg, Zúrich.

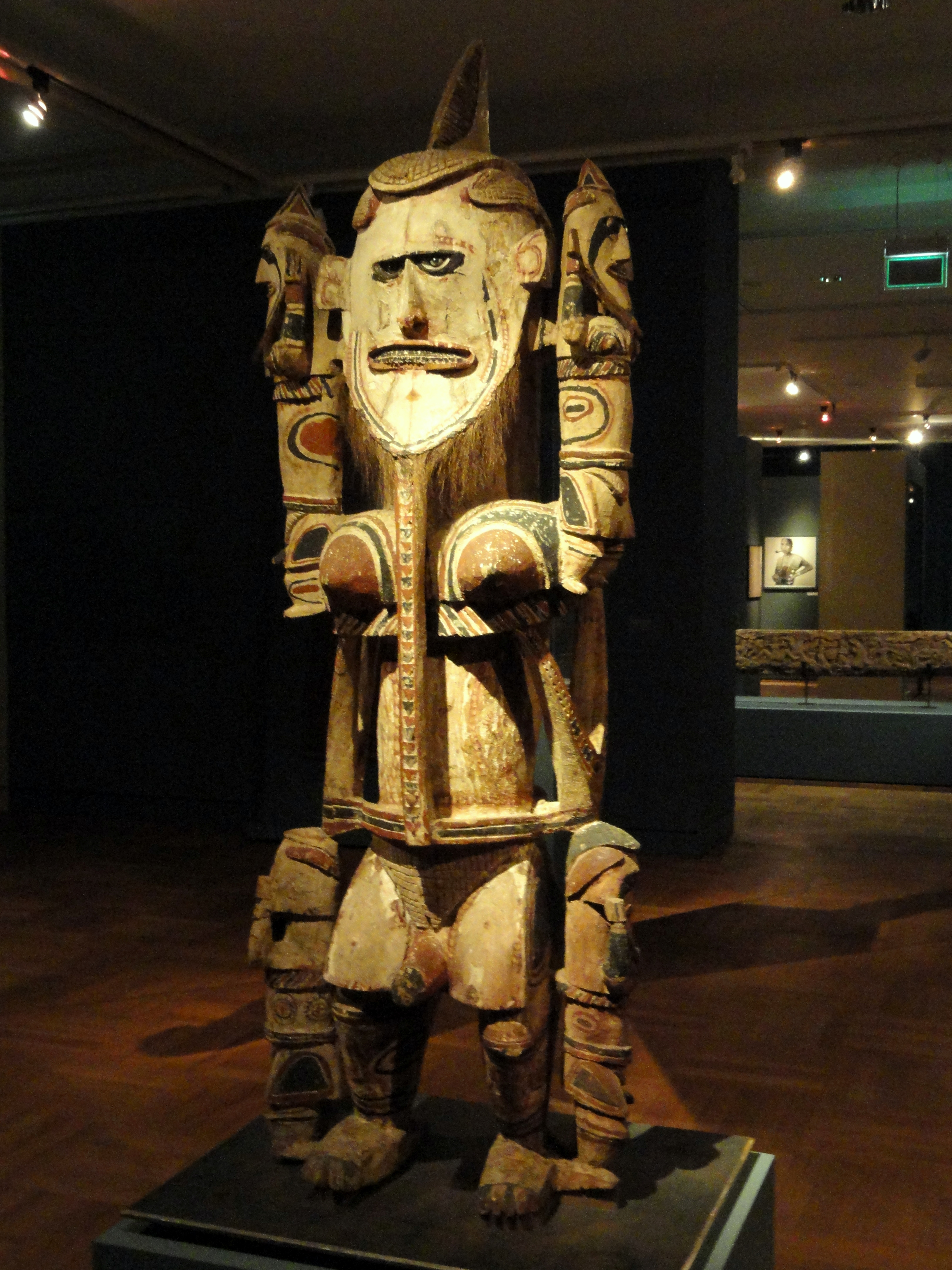
Figura Uli en el Museo de etnología de Múnich.

Uli puede significar «pintar de blanco». Las esculturas, talladas en una única pieza de 1,40 metros a 2 metros de altura se caracterizan por la pintura blanca y formas del cuerpo en cuclillas. Un cuerpo macizo con piernas cortas y robustas y una cabeza grande, coronada por una cresta adornada, que simboliza la espiritualidad con rasgos faciales afilados y una amplia barba, caracteriza a la gran mayoría de los personajes. En los seres poderosos con caras sombrías, todas las diferencias que pueden captarse en categorías conceptuales parecen haberse disuelto. Si expresan enojo o placer es tan incierto como la cuestión de su sexo. En su mayoría son hermafroditas con senos femeninos y genitales masculinos pronunciados. Las características masculinas representan la fuerza física necesaria para proteger al clan familiar. Los senos femeninos simbolizan la fertilidad y el deber de nutrir al grupo. Las figuras simbolizan el poder y la fuerza, que los líderes de los clanes debían tener para ser capaces de mantener su liderazgo. Dado que el líder ideal debía ser fuerte y agresivo, además de nutrir y cuidar, esto explica la bisexualidad de los personajes Uli. Características de las esculturas Uli son las figuras de culto más pequeñas que se añaden a la figura principal sobre los hombros, delante del vientre o debajo de los pies, que duplican la escultura más grande.
El antropólogo alemán Augustin Krämer, que participó en varias expediciones etnológicas y de investigación en la Nueva Guinea alemana a principios del siglo XX, así como en otras investigaciones científicas anteriores, argumentó que las figuras Uli representaban ancestros míticos o jefes varones fallecidos.
Hoy se asume que las esculturas combinan características femeninas y masculinas para simbolizar la energía vital transmitida a través de las líneas maternas y paternas y los aspectos masculinos y femeninos necesarios para la supervivencia de la sociedad. Sin embargo, no fueron hechos para un antepasado en particular.
La investigación comparativa sobre la forma de la figura Uli permite distinguir once o doce estilos básicos. Por ejemplo, el tipo lembankákat lakós designa una figura Uli de pie sobre una segunda figura, mucho más pequeña, acostada boca abajo y curvada hacia arriba. Una leyenda asociada con este tipo, cuenta que Sokokau, de la aldea de Paranu, subió a su hijo Liu para tomar los huevos del nido del ave Avensik mientras aplastaba a su hijo en el proceso. En las esculturas del tipo selambungin lorong, cada hombro de la figura de Uli tiene otra figura más pequeña. El tipo lembankakat egilampe se refiere a figuras que ponen sus manos sobre sus estómagos como símbolo de bienestar. La luna es el símbolo de la fertilidad femenina y del poder regenerativo masculino.

## Culto Uli

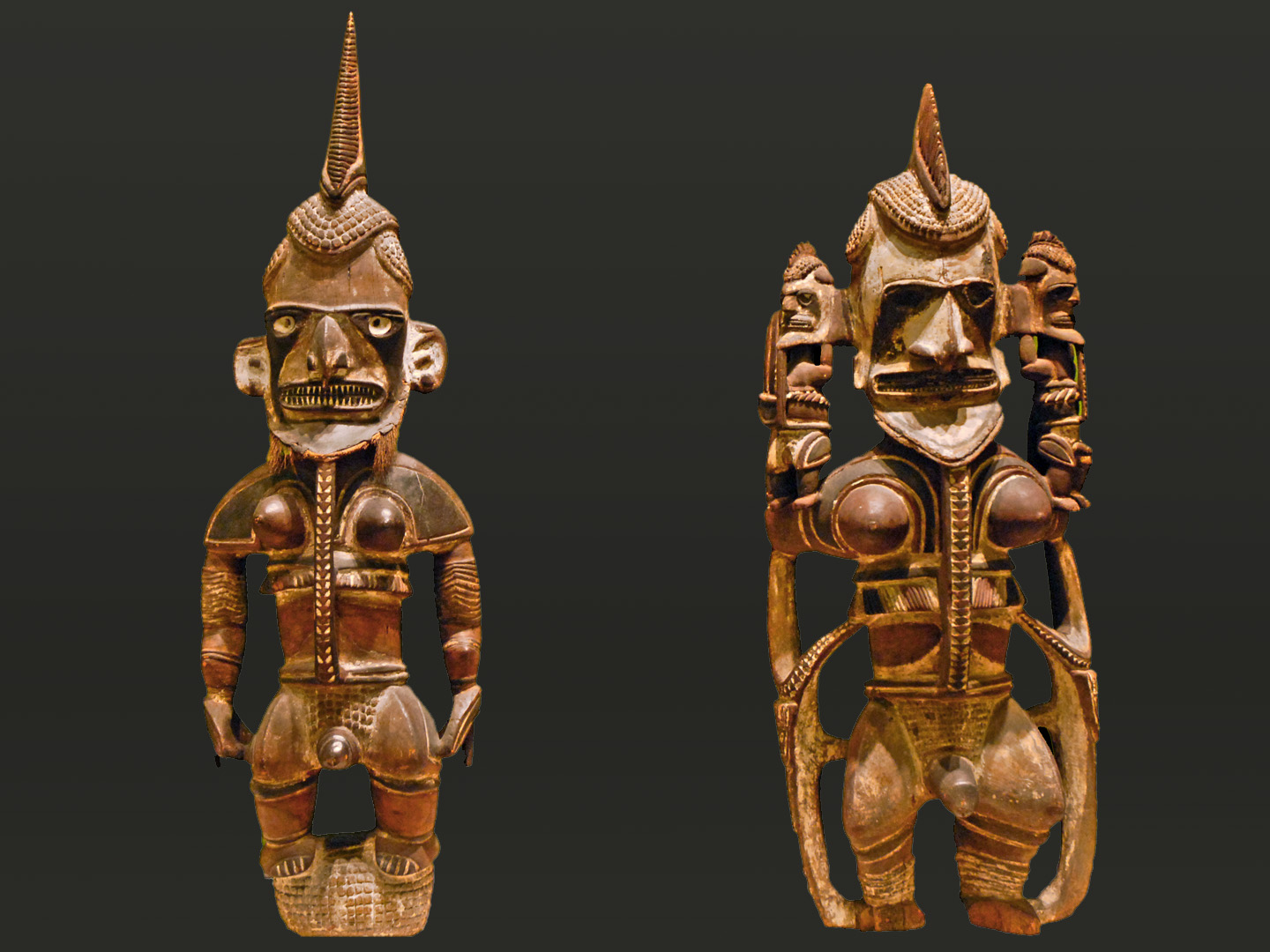
Figuras Uli de Nueva Irlanda, (Museo etnológico de Berlín).

Las figuras se utilizaron en el contexto de extensas conmemoraciones de los muertos, durante las cuales se exhibían las esculturas, entre otras cosas, en pequeñas cabañas cónicas, entre otras cosas como tejados o como grupos de dos o tres personas. Los habitantes de las aldeas vecinas traían sus propias figuras Uli a las festividades del culto. Las ceremonias costosas que requerían varios años de preparativos, consistían en una serie de celebraciones individuales que se prolongaban durante años. No se rediseñaron para cada celebración, sino que se conservaron cuidadosamente mediante la pintura. Los bailes y banquetes daban forma a los eventos públicos, mientras que los rituales se completaban en gran parte en secreto. Se celebraban los ritos de transición de la vida a otra existencia invisible. Los hombres asumieron el papel de la nutrición en el sentido más amplio de la palabra, y con la ayuda de senos artificiales y faldas de líder «femeninas» representaban su papel. Después del funeral, las figuras se mantenían envueltas en las casas ceremoniales. A menudo también se vendían a otros isleños que tenían que organizar un funeral.

## Recepción
Las obras de arte de Nueva Irlanda inspiraron e influenciaron a muchos artistas occidentales hacia fines del siglo XIX y principios del XX, como los expresionistas alemanes como Emil Nolde. La pintura de Nolde «Naturaleza muerta con una figura de madera» se exhibió en el Museo Folkwang en Hagen y más tarde en Essen junto con figuras Uli. André Breton escribió en su poema Uli: «Seguramente eres un gran dios ... Tienes miedo, eres encantador».